# ジェイク・アリエータ
- ジェイク・アリエタ
- ジェイク・アリエッタ

ジェイコブ・ジョセフ・アリエータ（Jacob Joseph Arrieta, 1986年3月6日 - ）は、アメリカ合衆国ミズーリ州セントフランソア郡ファーミントン出身（テキサス州プレイノ育ち）の元プロ野球選手（投手）。右投右打。愛称はスネーク（Snake）。

## 経歴

### プロ入り前
ミズーリ州で生まれ、テキサス州プレイノで育つ。テキサス・レンジャーズのファンで、好きな選手はノーラン・ライアンだった。
2004年にMLBドラフト31巡目（全体918位）でシンシナティ・レッズから指名を受けるが、契約をせずにウェザーフォード大学へと進学した。
その後、テキサスクリスチャン大学へ編入すると、2005年にはMLBドラフト26巡目（全体775位）でミルウォーキー・ブルワーズから指名を受けた。しかし、この時も契約をせずに大学にとどまった。

### プロ入りとオリオールズ時代
2007年にMLBドラフト5巡目（全体159位）でボルチモア・オリオールズから指名され、プロ入り。同年はまだプロデビューせず、オフのアリゾナ秋季リーグに参加して、14試合に登板。16イニングで防御率0.00という成績を残した。
2008年はA+級フレデリック・キーズでプレー。20試合に先発し、6勝5敗・防御率2.80を記録した。8月には北京オリンピックの野球アメリカ合衆国代表に選ばれ、予選の中国戦に先発し、6回無失点で勝利投手になっている。
2009年はAA級ボウイ・ベイソックスでスタートし、シーズン途中にAAA級ノーフォーク・タイズへ昇格した。
2010年はAAA級ノーフォークで防御率1点台と好投し、6月10日のニューヨーク・ヤンキース戦でメジャーデビュー。6回を3失点に抑え、初登板を初勝利で飾った。そのまま先発ローテに入り、6勝を挙げた。
2011年は初めて開幕ロースターに入り、打線の援護に恵まれたこともあって、7月26日のトロント・ブルージェイズ戦でシーズン10勝に到達。しかし、8月1日に右肘に痛みを訴えて故障者リスト入りし、骨棘除去手術を受けてシーズンを終えた。
2012年は開幕投手を務め、勝利投手となった。

### カブス時代
2013年7月2日にスコット・フェルドマン、スティーブ・クレベンジャーとの2対2のトレードで、ペドロ・ストロップと共にシカゴ・カブスへ移籍した。
2014年3月3日にカブスと1年契約での契約更新に合意した。3月30日に右肩の故障で15日間の故障者リスト入りし、4月5日にリハビリのため、傘下のAA級テネシー・スモーキーズへ異動した。5月3日に復帰した。5月に復帰した後は抜群の安定感で、前半戦は防御率1.95を記録した。後半戦はやや失速し、最終的には故障もあって規定投球回には僅かに届かなかったものの、防御率2.53は規定到達していれば防御率でリーグ十傑に入る好成績で、才能を開花させたシーズンとなった。
2015年8月30日のロサンゼルス・ドジャース戦ではノーヒットノーランを達成した。9月22日のミルウォーキー・ブルワーズ戦では9回を投げ被安打3・奪三振11・与四球1・無失点の完封勝利を収めシーズン20勝に到達。最終的に33試合に登板し229イニングを投げ、両リーグ通じて最多となる22勝（6敗）、防御率1.77（ザック・グレインキーに次ぐ2位）、236奪三振（リーグ3位）の成績を記録。最多勝利のタイトルを獲得した。特にオールスターゲーム以降は前述のノーヒットノーランを含め、15試合に先発し12勝1敗、防御率0.75、自責点はわずかに9と驚異的な投球を披露した。また、打撃でも2本塁打を記録した。10月7日のピッツバーグ・パイレーツとのワイルドカードゲームでポストシーズン初登板を果たし、4安打、無四球、11奪三振の完封勝利でディビジョンシリーズ進出に貢献した。これらの活躍が評価され、シーズンオフには防御率でアリエータを上回る1.66を記録したザック・グレインキーや、300奪三振を記録したクレイトン・カーショウといった球界を代表する好投手を抑えて、自身初となるサイ・ヤング賞の栄誉に輝いた。
2016年4月21日のレッズ戦で自身2度目のノーヒットノーランを達成。6月5日のアリゾナ・ダイヤモンドバックス戦では5回で12三振を奪う力投を見せるも3点を失って前年7月25日のフィラデルフィア・フィリーズ戦以来の黒星を喫し、前年から継続していた自身の連勝は20でストップした。このシーズンは前年から一転して四球の多さに苦しみ、前半戦終了時点で前年の倍近いペースで四球を与えた。また、前半戦終了直前の4試合連続で4失点以上を喫するなど6月下旬からやや調子を落としたものの、シーズン通算ではナショナルリーグ3位タイとなる18勝（8敗）、防御率3.10、190奪三振の成績を記録。また、打撃でも打率.262、前年に続き2本塁打、7打点という成績を記録した。10月10日、サンフランシスコ・ジャイアンツとのディビジョンシリーズ第3戦に先発。2回表に自身自らジャイアンツ先発のマディソン・バンガーナーから先制となる3ラン本塁打を放った。6回を97球、2失点で勝利投手の権利を持ってマウンドを降りたが、その後後続が逆転を許し勝敗はつかなかった。チームは71年ぶりのナ・リーグ優勝を果たし、迎えたクリーブランド・インディアンスとのワールドシリーズでは敵地プログレッシブ・フィールドでの第2戦と第6戦に先発、第2戦では52⁄3回を2安打1失点、6奪三振、第6戦では52⁄3回を3安打2失点、9奪三振の好投でそれぞれ勝利投手となった。
2017年は30試合に先発したが、14勝10敗、防御率3.53、WHIP1.21、FIPも2013年以来の4点台となる4.16と前年からさらに成績を落とした。オフの11月2日にFAとなった。球団はクオリファイング・オファーを提示したが、11月16日に拒否し、FAとなった。

### フィリーズ時代
2018年3月12日にフィラデルフィア・フィリーズと3年7500万ドル（2018年3000万ドル、2019年2500万ドル、2020年2000万ドル）で契約を結んだ。アリエータは2019年オフにオプトアウトの権利を有するが、フィリーズ側は2022年まで契約を延長（2021年、2022年共に2000万ドル、先発数およびサイ・ヤング賞の得票順位により最大3000万ドル）することでオプトアウトを阻止することが出来る。迎えた同年シーズンは31試合に先発したが、10勝11敗・防御率3.96・WHIP1.29に終わった。
2019年はオフシーズン中の1月に左膝の手術を受けた。8月14日に右肘の骨棘を除去する手術を受け、シーズン中の復帰は絶望的になると発表された。この年は24試合先発で8勝8敗、防御率4.64・WHIP1.47と更に成績を落とし、規定投球回にも達しなかった。
2020年オフの10月28日にFAとなった。

### カブス復帰
2021年2月17日に古巣のカブスと600万ドルの単年契約を結んだ。2022年は相互オプションとなり、バイアウトの際は200万ドルが支払われる。8月12日に自由契約となった。

### パドレス時代
2021年8月16日にサンディエゴ・パドレスとマイナー契約を結んだ。18日にメジャー契約を結んでアクティブ・ロースター入りした。9月21日にDFAとなり、そのまま自由契約となった。
2022年4月18日に現役引退を表明した。

## 選手としての特徴
持ち球は、最速97.7mph（約157km/h）平均94.6mph（約152km/h）のシンカーを中心に、平均94.4mphのフォーシーム、平均90.3mphの縦スライダー、平均80.7mphのカーブ、平均88.7mphのチェンジアップを使用する。スライダー、カーブ、チェンジアップは15%前後の高い空振り率を記録している。
左足が三塁側に大きくクロスステップするオーバーハンドの投球フォームが特徴。このクロスステップは年々大きくなる傾向にあり、それに伴ってリリースポイントも三塁側へ移動している。2010年のリリースポイントの水平成分は投手板中央から三塁側に約2.0フィートずれた場所にあったが、2015年では約3.2フィートずれた場所から投じられている。また、垂直成分は2010年と比べると2015年は約0.5フィート上昇している。与四球率は2013年では4.9であったが、2014年は2.4、2015年は1.9に改善している。

## 人物
祖父はプエルトリコ人で、祖母はイタリア系アメリカ人。

## 詳細情報

### 年度別投手成績
| 年 度     | 球 団     | 登 板 | 先 発 | 完 投 | 完 封 | 無 四 球 | 勝 利 | 敗 戦 | セ 丨 ブ | ホ 丨 ル ド | 勝 率 | 打 者 | 投 球 回 | 被 安 打 | 被 本 塁 打 | 与 四 球 | 敬 遠 | 与 死 球 | 奪 三 振 | 暴 投 | ボ 丨 ク | 失 点 | 自 責 点 | 防 御 率 | W H I P |
| --------- | --------- | ----- | ----- | ----- | ----- | -------- | ----- | ----- | -------- | ----------- | ----- | ----- | -------- | -------- | ----------- | -------- | ----- | -------- | -------- | ----- | -------- | ----- | -------- | -------- | ------- |
| 2010      | BAL       | 18    | 18    | 0     | 0     | 0        | 6     | 6     | 0        | 0           | .500  | 449   | 100.1    | 106      | 9           | 48       | 3     | 4        | 52       | 5     | 0        | 57    | 52       | 4.66     | 1.53    |
| 2011      | BAL       | 22    | 22    | 0     | 0     | 0        | 10    | 8     | 0        | 0           | .556  | 523   | 119.1    | 115      | 21          | 59       | 2     | 4        | 93       | 0     | 0        | 70    | 67       | 5.05     | 1.46    |
| 2012      | BAL       | 24    | 18    | 0     | 0     | 0        | 3     | 9     | 0        | 1           | .250  | 496   | 114.2    | 122      | 16          | 35       | 3     | 5        | 109      | 4     | 0        | 82    | 79       | 6.20     | 1.37    |
| 2013      | BAL       | 5     | 5     | 0     | 0     | 0        | 1     | 2     | 0        | 0           | .333  | 111   | 23.2     | 25       | 2           | 17       | 1     | 2        | 23       | 1     | 0        | 19    | 19       | 7.23     | 1.78    |
| 2013      | CHC       | 9     | 9     | 0     | 0     | 0        | 4     | 2     | 0        | 0           | .667  | 213   | 51.2     | 34       | 7           | 24       | 0     | 3        | 37       | 0     | 0        | 22    | 21       | 3.66     | 1.12    |
| '13計     | CHC       | 14    | 14    | 0     | 0     | 0        | 5     | 4     | 0        | 0           | .556  | 324   | 75.1     | 59       | 9           | 41       | 1     | 5        | 60       | 1     | 0        | 41    | 40       | 4.78     | 1.33    |
| 2014      | CHC       | 25    | 25    | 1     | 1     | 0        | 10    | 5     | 0        | 0           | .667  | 614   | 156.2    | 114      | 5           | 41       | 2     | 3        | 167      | 3     | 0        | 46    | 44       | 2.53     | 0.99    |
| 2015      | CHC       | 33    | 33    | 4     | 3     | 2        | 22    | 6     | 0        | 0           | .786  | 870   | 229.0    | 150      | 10          | 48       | 2     | 6        | 236      | 8     | 0        | 52    | 45       | 1.77     | 0.87    |
| 2016      | CHC       | 31    | 31    | 1     | 1     | 0        | 18    | 8     | 0        | 0           | .692  | 795   | 197.1    | 138      | 16          | 76       | 1     | 6        | 190      | 16    | 0        | 72    | 68       | 3.10     | 1.08    |
| 2017      | CHC       | 30    | 30    | 0     | 0     | 0        | 14    | 10    | 0        | 0           | .583  | 707   | 168.1    | 150      | 23          | 55       | 3     | 10       | 163      | 14    | 0        | 82    | 66       | 3.53     | 1.21    |
| 2018      | PHI       | 31    | 31    | 0     | 0     | 0        | 10    | 11    | 0        | 0           | .476  | 724   | 172.2    | 165      | 21          | 57       | 0     | 7        | 138      | 11    | 1        | 93    | 76       | 3.96     | 1.29    |
| 2019      | PHI       | 24    | 24    | 0     | 0     | 0        | 8     | 8     | 0        | 0           | .500  | 594   | 135.2    | 149      | 21          | 51       | 3     | 7        | 110      | 7     | 0        | 76    | 70       | 4.64     | 1.47    |
| 2020      | PHI       | 9     | 9     | 0     | 0     | 0        | 4     | 4     | 0        | 0           | .500  | 190   | 44.1     | 51       | 6           | 16       | 0     | 1        | 32       | 4     | 0        | 25    | 25       | 5.08     | 1.51    |
| 2021      | CHC       | 20    | 20    | 0     | 0     | 0        | 5     | 11    | 0        | 0           | .313  | 409   | 86.1     | 113      | 21          | 39       | 3     | 4        | 74       | 3     | 0        | 75    | 66       | 6.88     | 1.76    |
| 2021      | SD        | 4     | 4     | 0     | 0     | 0        | 0     | 3     | 0        | 0           | .000  | 60    | 12.1     | 18       | 3           | 5        | 0     | 2        | 9        | 0     | 0        | 16    | 15       | 10.95    | 1.87    |
| '21計     | SD        | 24    | 24    | 0     | 0     | 0        | 5     | 14    | 0        | 0           | .263  | 469   | 98.2     | 131      | 24          | 44       | 3     | 6        | 83       | 3     | 0        | 91    | 81       | 7.39     | 1.77    |
| MLB：12年 | MLB：12年 | 285   | 279   | 6     | 5     | 2        | 115   | 93    | 0        | 1           | .553  | 6755  | 1612.1   | 1450     | 181         | 571      | 23    | 64       | 1433     | 79    | 1        | 787   | 713      | 3.98     | 1.25    |

- 各年度の太字はリーグ最高

### 年度別守備成績
| 年 度 | 球 団 | 投手（P） | 投手（P） | 投手（P） | 投手（P） | 投手（P） | 投手（P） |
| 年 度 | 球 団 | 試 合     | 刺 殺     | 補 殺     | 失 策     | 併 殺     | 守 備 率  |
| ----- | ----- | --------- | --------- | --------- | --------- | --------- | --------- |
| 2010  | BAL   | 18        | 8         | 13        | 2         | 1         | .913      |
| 2011  | BAL   | 22        | 9         | 16        | 3         | 3         | .893      |
| 2012  | BAL   | 24        | 4         | 18        | 3         | 2         | .880      |
| 2013  | BAL   | 5         | 1         | 3         | 0         | 0         | 1.000     |
| 2013  | CHC   | 9         | 11        | 12        | 1         | 0         | .958      |
| '13計 | CHC   | 14        | 12        | 15        | 1         | 0         | .964      |
| 2014  | CHC   | 25        | 17        | 20        | 2         | 1         | .949      |
| 2015  | CHC   | 33        | 33        | 49        | 4         | 5         | .953      |
| 2016  | CHC   | 31        | 12        | 40        | 3         | 6         | .945      |
| 2017  | CHC   | 30        | 15        | 26        | 2         | 2         | .953      |
| 2018  | PHI   | 31        | 8         | 17        | 4         | 1         | .862      |
| 2019  | PHI   | 24        | 13        | 26        | 3         | 3         | .929      |
| 2020  | PHI   | 9         | 2         | 8         | 0         | 0         | 1.000     |
| 2021  | CHC   | 20        | 3         | 5         | 3         | 0         | .727      |
| 2021  | SD    | 4         | 0         | 1         | 1         | 0         | .500      |
| '21計 | SD    | 24        | 3         | 6         | 4         | 0         | .692      |
| MLB   | MLB   | 285       | 136       | 254       | 31        | 24        | .926      |

- 各年度の太字はリーグ最高

### タイトル
- 最多勝利：1回（2015年）

### 表彰
- サイ・ヤング賞：1回（2015年）
- シルバースラッガー賞（投手部門）：1回（2016年）

### 記録
MiLB
- オールスター・フューチャーズゲーム選出：1回（2008年）

MLB
- MLBオールスターゲーム選出：1回（2016年）
- ノーヒットノーラン：2回
  - 2015年8月30日、対ロサンゼルス・ドジャース戦
  - 2016年4月21日、対シンシナティ・レッズ戦

### 背番号
- 57（2010年）
- 34（2011年 - 2013年途中）
- 49（2013年途中 - 2021年）

### 代表歴
- 2008年北京オリンピックアメリカ合衆国代表